# Jorge José Benítez
Jorge José Benítez (Gobernador Castro, Provincia de Buenos Aires, Argentina; 3 de junio de 1950) es un exfutbolista y actual director técnico argentino. Jugaba como mediocampista por derecha y su primer equipo fue Racing. Su último club antes de retirarse fue Guaraní Antonio Franco.
Fue un destacado futbolista del fútbol argentino en la década de 1970. Inició su carrera como profesional en Racing. En el año 1973 se produce su paso a Boca Juniors. Es considerado uno de los mejores volantes por derecha de la historia del club. Es apodado El Chino.
En el Xeneize fue donde se destacó mayormente como futbolista y donde cosechó la totalidad de sus logros a nivel colectivo, al haber conquistado un total de seis títulos, entre los cuales destacan las Copa Libertadores de 1977 y 1978, además de la extinta Copa Intercontinental en 1977. A nivel local obtuvo los campeonatos de Metropolitano 1976, el Nacional 1976 y el Metropolitano 1981.
Ya como entrenador tuvo el chance de dirigir al equipo entre 2004 y 2005, logrando consagrarse campeón de la Copa Sudamericana. El célebre escupitajo que lanzó sobre el rostro de Adolfo Bautista futbolista mexicano del club Guadalajara, durante el encuentro de vuelta de los cuartos de final de la Copa Libertadores 2005, lo marcaron de por vida, originando su despido de la dirección técnica del equipo xeneize.

## Trayectoria

### Como jugador

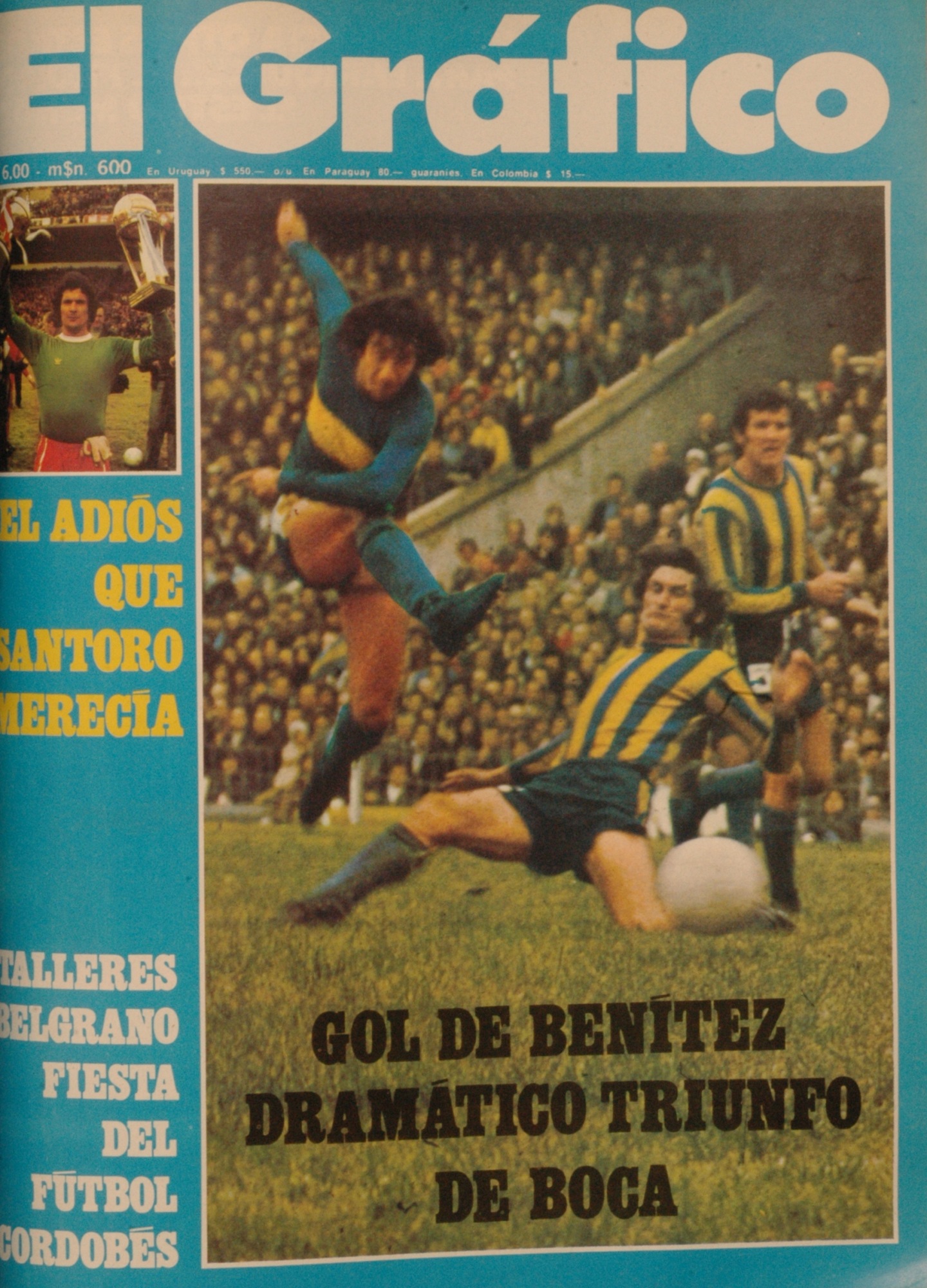
Jorge Benítez (Boca) en 1974

El Chino llegó de Racing y triunfó en Boca Juniors. Su primer partido 4 de marzo de 1973, nada menos, fue contra River Plate cumplió satisfactoriamente convirtiéndose en el eje del equipo, aunque fue derrota para los Boquenses, (1-2) circunstancia en la que mucho tuvo que ver su salida por cansancio, a partir de ese partido, empezó a ser titular indiscutido. Primero en el Boca de Domínguez que no logró títulos, pero si grandes partidos. Luego, con la llegada de Juan Carlos Lorenzo 1976, al principio, no fue muy tenido en cuenta por el nuevo DT, hasta que la selección Nacional viajó a Europa y se llevó a varios titulares de Boca, empezó a ser titular, indiscutible, y con el tiempo ganó todo. Jugaba y fatigaba las zonas media y de los tres cuartos de cancha. En ese sentido, encajó con todos los compañeros de turno, por su utilidad y calidad pareja. Un desahogo para los 10 de turno, como Potente, Zanabria o el mismo Diego Maradona. En el Metro 76 fue autor de un gol decisivo: ante Huracán de Parque Patricios le pegó desde lejos un tremendo derechazo que se clavó en el ángulo de Héctor Baley y con ese gol Boca prácticamente se aseguraba el torneo. En el partido siguiente, marcó otro ante Unión de Santa Fe, la noche de la consagración en el Monumental. Volante con talento y sacrificio, con una gran técnica, fue resistido por muchos hinchas en los comienzos, pero luego se terminó ganando a la gente. En Alemania, cuando Boca se consagró Campeón del Mundo, tuvo que mirar desde afuera por una lesión. En 1981 arrancó como suplente, pero terminó jugando varios partidos de la campaña campeona. Un símbolo del club que se despidió de Boca luego de diez años en el primer equipo, en 1983. Siguió en Unión de Santa Fe, Deportivo Armenio y Guaraní Antonio Franco, donde finalmente se retiró.
Llegó a disputar 2 partidos en la Selección Argentina, el primero el día del debut de Diego Maradona, el 27 de febrero de 1977 ante Hungría (5-1).

### Como entrenador
En 2004 tras una de las peores campañas de la historia xeneize y la ida de Miguel Ángel Brindisi asumió en forma interina, la dirección técnica del primer equipo de Boca Juniors, en la fecha número 15 del Torneo Apertura. Inmediatamente, tras eliminar por penales (8-7) como visitante, a Cerro Porteño; superar a Internacional de Porto Alegre (4 a 2 en el global) y en la Final a Bolívar de Bolivia (derrota 1 a 0 como visitante, en la ida y triunfo 2 a 0 en La Bombonera) consiguió levantar la Copa Nissan Sudamericana 2004. Tras conseguir el título Jorge fue confirmado para seguir en el cargo.

### El escándalo en la Bombonera
El célebre escupitajo que lanzó sobre el rostro de Adolfo Bautista futbolista mexicano del club Guadalajara, durante el encuentro de vuelta de los cuartos de final de la Copa Libertadores 2005, que Boca Juniors empataba a cero en casa contra el equipo mexicano, luego de un marcador global de 4 - 0, con problemas internos con algunos dirigentes y jugadores ya consagrados en el plantel y no respaldado por los demás dirigentes, causó su destitución del cargo de director técnico. La comisión directiva de Boca Juniors decidió al término del partido despedir al entrenador Jorge Benítez por, además de los pobres resultados obtenidos tanto a nivel local como internacional, su descalificadora conducta al escupir a un jugador de Las Chivas de Guadalajara en el escandaloso final en la Bombonera del choque de desquite de los cuartos de final de la Copa Libertadores de América. La información fue adelantada por una fuente directa a la cúpula directiva boquense, asumiendo Abel Alves como interino.

## Estadísticas

### Como jugador
Datos actualizados al fin de la carrera deportiva
| Racing Argentina |               |               |     |    |    |    |    |     |     |    |
| 1.ª |               |               |     |    |    |    |    |     |     |    |
| N-1969 | 6             | 0             | -   | -  | -  | -  | 6  | 0   |     |    |
| M-1970 | 11            | 2             | 4   | 0  | -  | -  | 15 | 2   |     |    |
| N-1970 | 15            | 4             | -   | -  | -  | -  | 15 | 4   |     |    |
| M-1971 | 30            | 2             | -   | -  | -  | -  | 30 | 2   |     |    |
| N-1971 | 8             | 2             | -   | -  | -  | -  | 8  | 2   |     |    |
| M-1972 | 13            | 0             | -   | -  | -  | -  | 13 | 0   |     |    |
| N-1972 | 7             | 1             | -   | -  | -  | -  | 1  | 0   |     |    |
| Total club | Total club    | 90            | 11  | 4  | 0  | 0  | 0  | 90  | 11  |    |
| Boca Juniors Argentina |               |               |     |    |    |    |    |     |     |    |
| 1.ª |               |               |     |    |    |    |    |     |     |    |
| M-1973 | 27            | 2             | -   | -  | -  | -  | 27 | 2   |     |    |
| N-1973 | 15            | 3             | -   | -  | -  | -  | 15 | 3   |     |    |
| M-1974 | 18            | 1             | -   | -  | -  | -  | 18 | 1   |     |    |
| N-1974 | 23            | 7             | -   | -  | -  | -  | 23 | 7   |     |    |
| M-1975 | 32            | 7             | -   | -  | -  | -  | 32 | 7   |     |    |
| N-1975 | 4             | 1             | -   | -  | -  | -  | 4  | 1   |     |    |
| M-1976 | 20            | 6             | -   | -  | -  | -  | 20 | 6   |     |    |
| N-1976 | 14            | 1             | -   | -  | -  | -  | 14 | 1   |     |    |
| M-1977 | 17            | 1             | -   | -  | 11 | 0  | 28 | 1   |     |    |
| N-1977 | 3             | 0             | -   | -  | -  | -  | 3  | 0   |     |    |
| M-1978 | 21            | 4             | -   | -  | 3  | 0  | 24 | 4   |     |    |
| N-1978 | 6             | 1             | -   | -  | 2  | 0  | 8  | 1   |     |    |
| M-1979 | 8             | 0             | -   | -  | 6  | 0  | 14 | 0   |     |    |
| N-1979 | 4             | 0             | -   | -  | -  | -  | 4  | 0   |     |    |
| M-1980 | 15            | 2             | -   | -  | -  | -  | 15 | 2   |     |    |
| N-1980 | 10            | 0             | -   | -  | -  | -  | 10 | 0   |     |    |
| M-1981 | 25            | 3             | -   | -  | -  | -  | 25 | 3   |     |    |
| N-1981 | 8             | 1             | -   | -  | -  | -  | 8  | 1   |     |    |
| N-1982 | 9             | 0             | -   | -  | -  | -  | 9  | 0   |     |    |
| M-1982 | 24            | 0             | -   | -  | 2  | 0  | 26 | 0   |     |    |
| N-1983 | 2             | 0             | -   | -  | -  | -  | 2  | 0   |     |    |
| Total club | Total club    | 305           | 40  | 0  | 0  | 24 | 0  | 329 | 40  |    |
| Unión Argentina |               |               |     |    |    |    |    |     |     |    |
| 1.ª | M-1983        | 14            | 1   | -  | -  | -  | -  | 14  | 1   |    |
| Total club | Total club    | 14            | 1   | 0  | 0  | 0  | 0  | 14  | 1   |    |
| Dep. Armenio Argentina |               |               |     |    |    |    |    |     |     |    |
| 2.ª | 1984          | 11            | 1   | -  | -  | -  | -  | 11  | 1   |    |
| Total club | Total club    | 11            | 1   | 0  | 0  | 0  | 0  | 11  | 1   |    |
| Guaraní Antonio Franco Argentina |               |               |     |    |    |    |    |     |     |    |
| 1.ª | N-1985        | 1             | 0   | -  | -  | -  | -  | 1   | 0   |    |
| Total club | Total club    | 1             | 0   | 0  | 0  | 0  | 0  | 1   | 0   |    |
| Total carrera | Total carrera | Total carrera | 421 | 53 | 4  | 0  | 24 | 0   | 449 | 53 |
| (1) Incluye datos de la Copa Argentina (1970). (2) Incluye datos de la Copa Libertadores (1977, 1978, 1979, 1982); Copa Intercontinental (1977). (3) No incluye goles en partidos amistosos. |               |               |     |    |    |    |    |     |     |    |

### Como entrenador
| Equipo                    | Div.                | Torneo                 | Estadísticas | Estadísticas | Estadísticas | Estadísticas | Estadísticas | Estadísticas | Estadísticas | Estadísticas |
| Equipo                    | Div.                | Torneo                 | PJ           | G            | E            | P            | GF           | GC           | DG           | Efectividad  |
| ------------------------- | ------------------- | ---------------------- | ------------ | ------------ | ------------ | ------------ | ------------ | ------------ | ------------ | ------------ |
| Boca Juniors Argentina    | 1.ª                 | Apertura 2004          | 5            | 1            | 2            | 2            | 3            | 5            | -2           | 33.33%       |
| Boca Juniors Argentina    | 1.ª                 | Copa Sudamericana 2004 | 5            | 2            | 2            | 1            | 6            | 3            | +3           | 53.33%       |
| Boca Juniors Argentina    | 1.ª                 | Clausura 2005          | 16           | 6            | 3            | 7            | 24           | 26           | -2           | 43.75%       |
| Boca Juniors Argentina    | 1.ª                 | Copa Libertadores 2005 | 10           | 5            | 3            | 2            | 21           | 10           | +11          | 60%          |
| Boca Juniors Argentina    | Total               | Total                  | 36           | 14           | 10           | 12           | 54           | 44           | +10          | 48.15%       |
| Deportivo Quito · Ecuador | 1.ª                 | 2006                   | 18           | 7            | 4            | 7            | 22           | 23           | -1           | 46.3%        |
| Deportivo Quito · Ecuador | Total               | Total                  | 18           | 7            | 4            | 7            | 22           | 23           | -1           | 46.3%        |
| CSD Municipal · Guatemala | 1.ª                 | Apertura 2007          | 4            | 1            | 2            | 1            | 7            | 3            | +4           | 41.67%       |
| CSD Municipal · Guatemala | 1.ª                 | Clausura 2008          | 16           | 8            | 5            | 3            | 26           | 16           | +10          | 60.42%       |
| CSD Municipal · Guatemala | Total               | Total                  | 20           | 9            | 7            | 4            | 33           | 19           | +14          | 56.67%       |
| Total en su carrera       | Total en su carrera | Total en su carrera    | 74           | 30           | 21           | 23           | 109          | 86           | +23          | 50%          |

## Palmarés

### Como jugador

#### Campeonatos nacionales
| Título           | Equipo       | País      | Año    |
| ---------------- | ------------ | --------- | ------ |
| Primera División | Boca Juniors | Argentina | M-1976 |
| Primera División | Boca Juniors | Argentina | N-1976 |
| Primera División | Boca Juniors | Argentina | M-1981 |

#### Copas internacionales
| Título                | Equipo       | País      | Año  |
| --------------------- | ------------ | --------- | ---- |
| Copa Libertadores     | Boca Juniors | Argentina | 1977 |
| Copa Intercontinental | Boca Juniors | Argentina | 1977 |
| Copa Libertadores     | Boca Juniors | Argentina | 1978 |

### Como entrenador

#### Copas internacionales
| Título            | Equipo       | País      | Año  |
| ----------------- | ------------ | --------- | ---- |
| Copa Sudamericana | Boca Juniors | Argentina | 2004 |